# Isthmohyla debilis
Isthmohyla debilis is een kikker uit de familie boomkikkers (Hylidae). De soort werd voor het eerst wetenschappelijk beschreven door Taylor in 1952. Oorspronkelijk werd de wetenschappelijke naam Hyla debilis gebruikt.

## Algemeen
De soort werd eerder tot het geslacht Hyla gerekend, en komt voor in Midden-Amerika. De boomkikker wordt met uitsterven bedreigd, onder meer door de kikker-ziekte chytridiomycose. De beschermingsstatus van de boomkikker is momenteel door de IUCN als kritiek geclassificeerd.

## Verspreiding en habitat
Isthmohyla debilis leeft aan de Pacifische en Caribische zijde van de Cordilleras Central en Talamanca in Costa Rica en westelijk Panama op hoogtes van 910 tot 1450 meter. Het aantal exemplaren daalde tussen 1996 en 1997 dramatisch in Reserva Forestal La Fortuna en in 1998 werd de soort in Bosque Protector Palo Seco voor het laatst waargenomen in Panama. Hetzelfde jaar werd ook in Costa Rica het laatste exemplaar waargenomen. In 2008 werd de kikker herontdekt bij La Nevera op de westelijke helling van Cerro Santiago in de Panamese regio Ngöbe-Buglé, gevolgd door een populatie op de oostelijke helling een jaar later. Het leefgebied staat niet direct onder druk, maar is wel grotendeels onbeschermd en een potentieel gebied voor kopermijnbouw. Daarnaast zijn er restpopulaties langs drie verschillende stroompjes in La Fortuna, waar de soort wel minder algemeen is dan bij Cerro Santiago.